# Red Blooded Woman
Red Blooded Woman је поп и R&B песма аустралијске певачице Кајли Миног. Песма је објављена као сингл са њеног деветог студијског албума Body Language, у марту 2004. године у издану дискографских кућа Парлофон и Капитол Рекордс.

## Информација
Песму су написали британски текстописци Џони Даглас и Карен Пул, а продуцирао ју је Даглас. Постигла је приличан успех на топ-листама и добила различите критике музичких критичара. Песма Red Blooded Woman објављена 1. марта 2004. године у Уједињеном Краљевству. Миног је такође извела песму на телевизијском концерту Money Can't Buy у 2003. године.

## Успех на топ љествицама
Постала је Миног 23. песма која је доспела на једно од првих пет места у Великој Британији кад је дебитовала на петом месту лествице. Red Blooded Woman укупно је провела девет недеља на топ лествици. Била је успешна и изван Велике Британије. Објављена у првој половини 2004. године, доспела је на прво место у Румунији, четврти место у Аустралији и једно од првих 10 у Данској, Ирској и Шпанији.
Због одличних критика Миног претходних издања, Red Blooded Woman објављена је као сингл у САД. Миног је пре нашла успех у плесним клубовима са песмама Can't Get You Out of My Head (2001) и  (2003). Red Blooded Woman постала је њено шесто издање за редом које је доспело на једно од првих 40 места на Билборд денс лествици, где је доспела на 24. место. Ипак, није доспела на лествицу Билборд хот 100.

## Формати и спискови верзија
Британски CD 1 / Европски CD сингл
1. – 4:19
2. – 3:40

Британски CD 2
1. – 4:19
2. – 4:55
3. – 7:03
4. (Видео-спот)

Британски 7" сингл
1. – 5:20
2. – 7:03
3. – 7:10

Аустралијски CD сингл
1. – 4:18
2. – 4:55
3. – 3:40
4. – 7:13
5. – 5:20
6. (Видео-спот)